# Tajuria yajna
Tajuria yajna är en fjärilsart som beskrevs av William Doherty 1886. Tajuria yajna ingår i släktet Tajuria och familjen juvelvingar. Inga underarter finns listade i Catalogue of Life.

## Bildgalleri

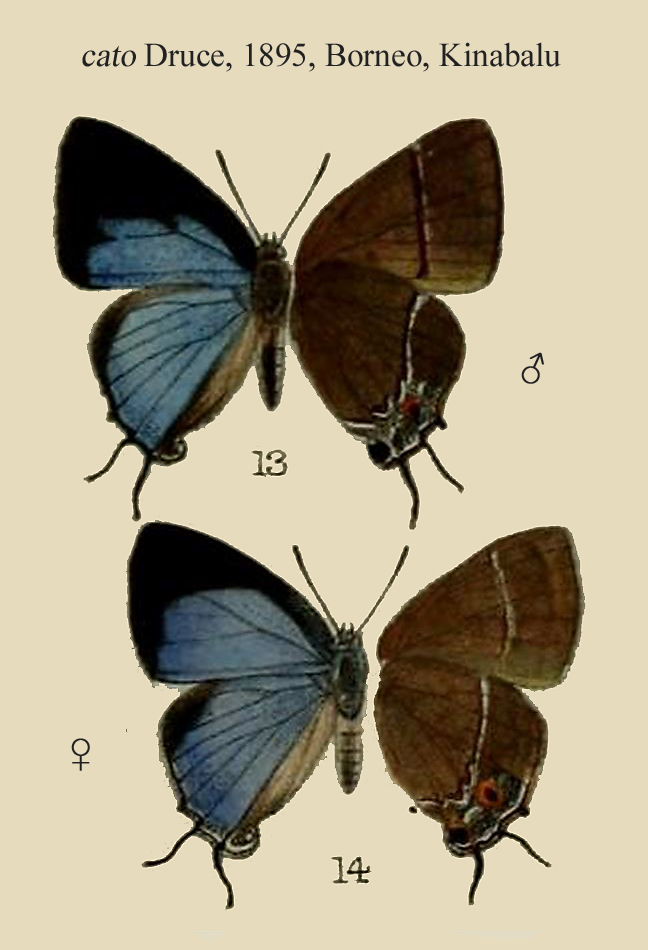
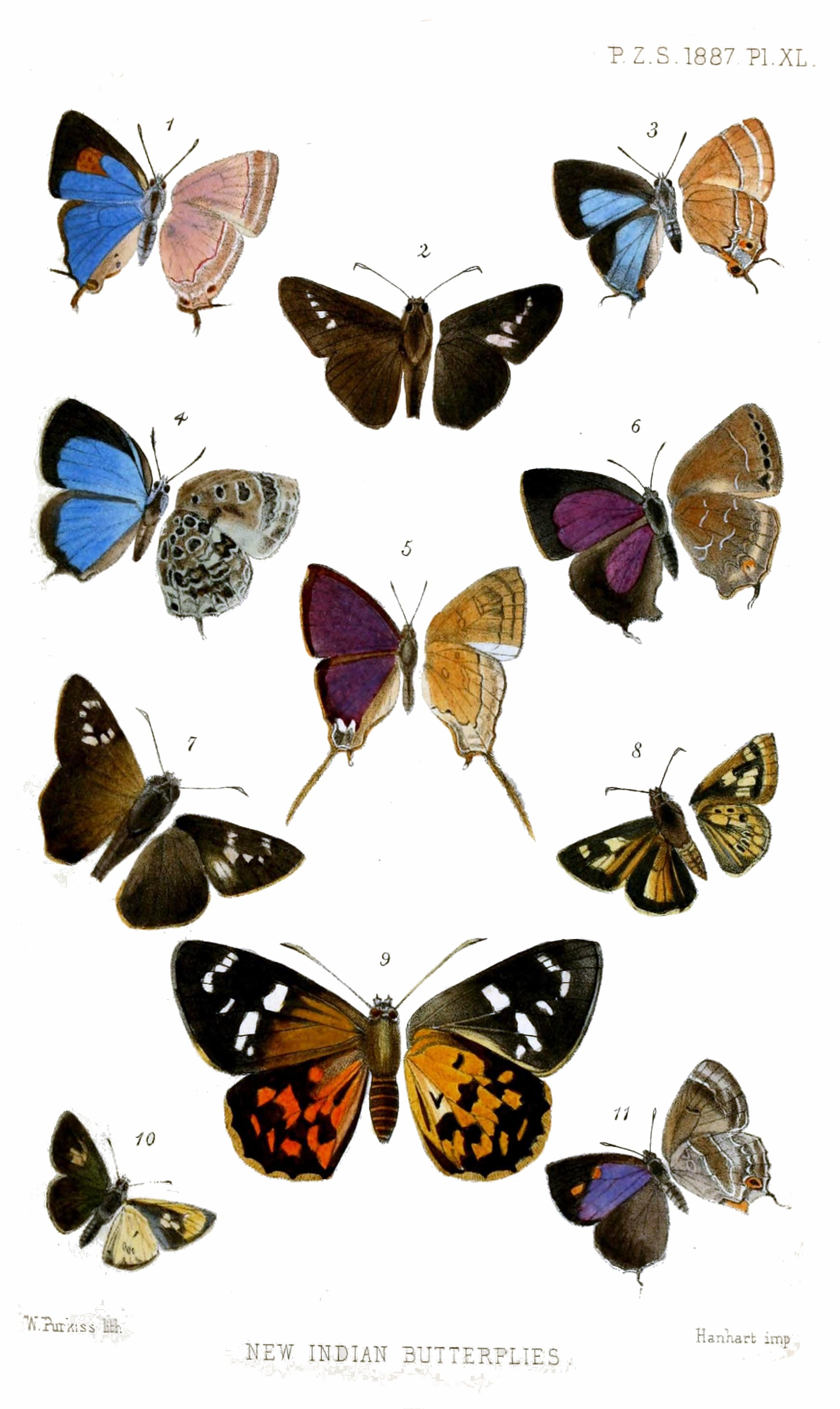
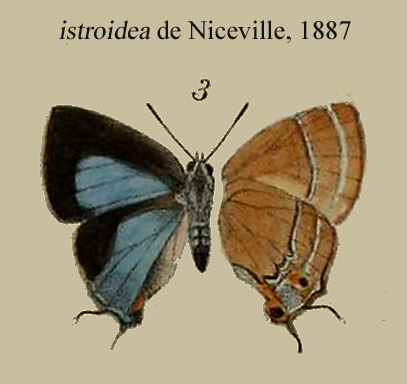
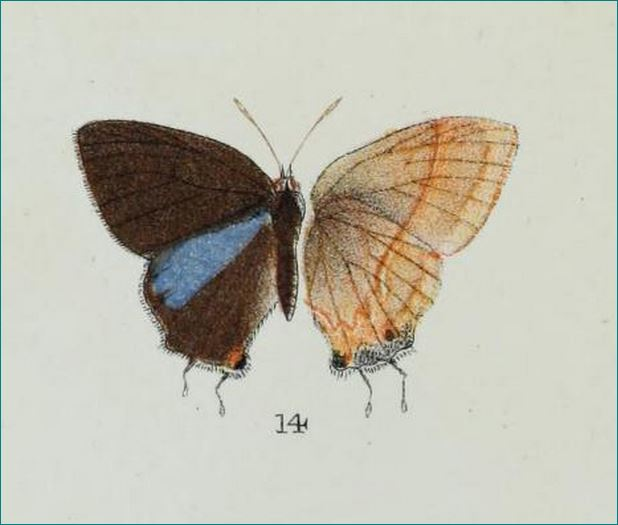
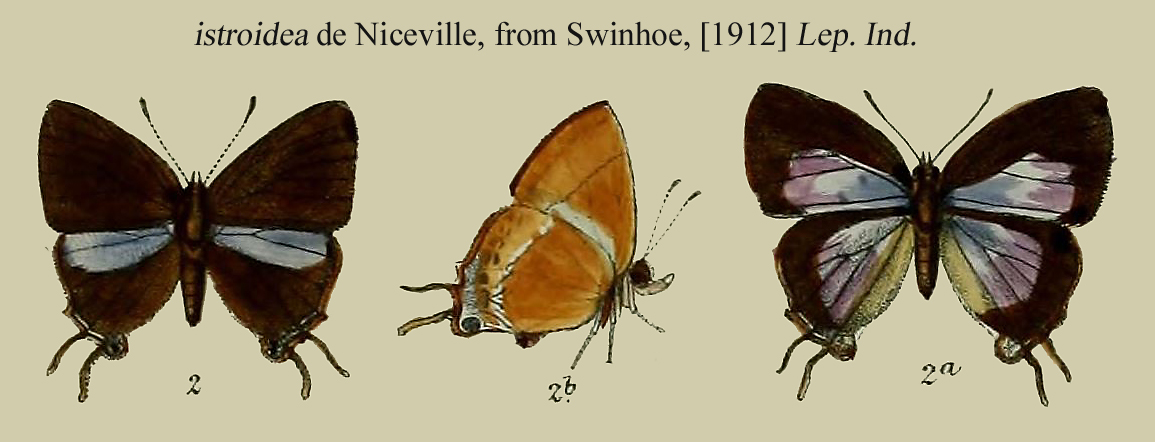
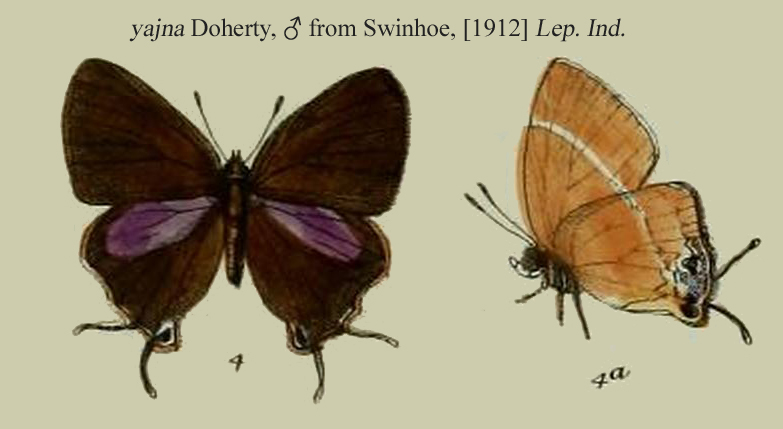